# Quinchamalium elongatum
Quinchamalium elongatum är en tvåhjärtbladig växtart som beskrevs av Pilger. Quinchamalium elongatum ingår i släktet Quinchamalium och familjen Schoepfiaceae. Inga underarter finns listade i Catalogue of Life.